# Spitzbube
Spitzbube ist ein seit dem 16. Jahrhundert bezeugter umgangssprachlicher Ausdruck für einen Kleinkriminellen („Ganoven“). Das Adjektiv „spitz“ versteht sich in dieser Zusammensetzung im heute veralteten Sinne von „schlau, scharfsinnig, gerissen“. Die ursprünglich abwertende und ehrenmindernde Bezeichnung hat im heutigen Sprachgebrauch eine oft humoristische Bedeutungskonnotation angenommen, wobei der kriminelle Hintergrund dennoch in etwas abgeschwächter Form bestehen bleibt.  

## Trivia

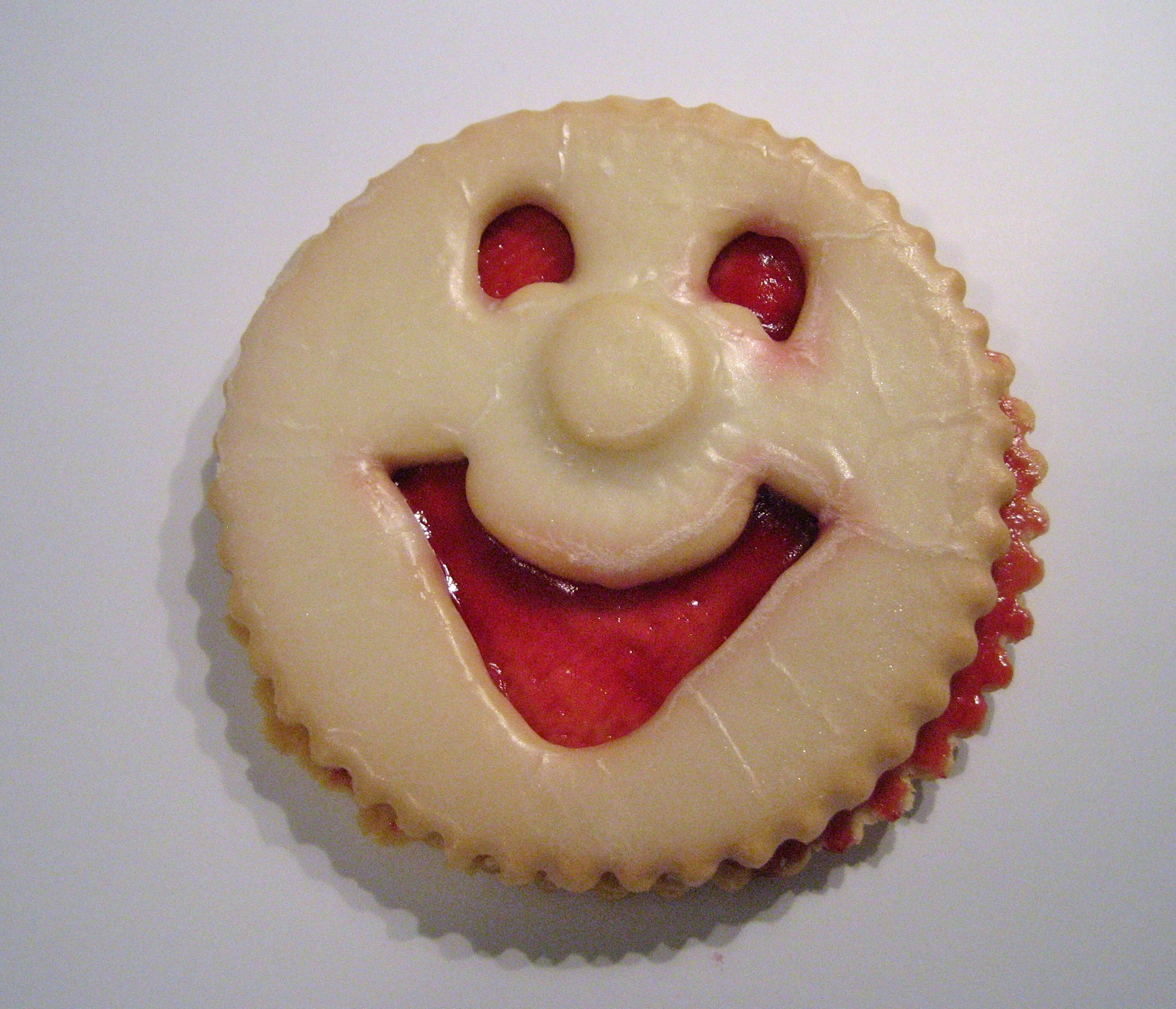
Spitzbube

Es gibt eine Gebäcksorte, die neben den Bezeichnungen Linzer Augen, Linzer Plätzchen oder Hildabrötchen auch als Spitzbuben bekannt ist, in Anspielung auf das mit roter Marmelade gefüllte Auge. Auch eine Käsemarke von Limburger firmiert unter „Spitzbub“.